# Чемпіонат Європи з футболу 2016 (кваліфікаційний раунд, група I)
Матчі Групи I кваліфікаційного раунду Євро-2016 тривали з вересня 2014 по жовтень 2015. Путівки на турнір здобули збірні Португалії та Албанії, а збірній Данії необхідно зіграти в матчах плей-оф для можливості участі в Євро.
| М  | Команда    | І | В | Н | П | МЗ | МП | РМ | О    |
| -- | ---------- | - | - | - | - | -- | -- | -- | ---- |
| 1. | Португалія | 8 | 7 | 0 | 1 | 11 | 5  | +6 | 21   |
| 2. | Албанія    | 8 | 4 | 2 | 2 | 10 | 5  | +5 | 14   |
| 3. | Данія      | 8 | 3 | 3 | 2 | 8  | 5  | +3 | 12   |
| 4. | Сербія     | 8 | 2 | 1 | 5 | 8  | 13 | −5 | 4[а] |
| 5. | Вірменія   | 8 | 0 | 2 | 6 | 5  | 14 | −9 | 2    |

a У матчі Сербія—Албанія господарям була зарахована технічна перемога, але водночас сербам було віднято три пункти через безлад вболівальників, які атакували албанських гравців

## Матчі
| 7 вересня 2014 18:00 (18:00 UTC+2) |

| Данія                       | 2 – 1           | Вірменія     |
| --------------------------- | --------------- | ------------ |
| Гьойб'єрг 65' Каленберг 80' | Протокол(англ.) | Мхітарян 49' |

| Паркен, Копенгаген Арбітр: Александру Тудор (Румунія) |

| 7 вересня 2014 20:45 (19:45 UTC+1) |

| Португалія | 0 – 1           | Албанія  |
| ---------- | --------------- | -------- |
|            | Протокол(англ.) | Бала 52' |

| Ештадіу Мунісіпал ді Авейру, Авейру Арбітр: Рудді Буке (Франція) |

| 11 жовтня 2014 18:00 (20:00 UTC+4) |

| Вірменія      | 1 – 1           | Сербія    |
| ------------- | --------------- | --------- |
| Азурманян 73' | Протокол(англ.) | Тошич 89' |

| Республіканський стадіон імені Вазгена Саркісяна, Єреван Глядачів: 7 500 Арбітр: Том-Гаральд Гаген (Норвегія) |

| 11 жовтня 2014 20:45 (20:45 UTC+2) |

| Албанія     | 1 – 1           | Данія    |
| ----------- | --------------- | -------- |
| Леньяні 38' | Протокол(англ.) | Вібе 81' |

| Ельбасан Арена, Ельбасан Глядачів: 12,800 Арбітр: Віктор Кашшаї (Угорщина) |

| 14 жовтня 2014 20:45 (20:45 UTC+2) |

| Данія | 0 – 1           | Португалія    |
| ----- | --------------- | ------------- |
|       | Протокол(англ.) | Роналду 90+5' |

| Паркен, Копенгаген Глядачів: 36 562 Арбітр: Фелікс Брих (Німеччина) |

| 14 жовтня 2014 20:45 (20:45 UTC+2) |

| Сербія | 0 – 3           | Албанія |
| ------ | --------------- | ------- |
|        | Протокол(англ.) |         |

| Партизан, Белград Арбітр: Мартін Аткінсон (Англія) |

| 14 листопада 2014 20:45 (19:45 UTC±0) |

| Португалія  | 1 – 0            | Вірменія |
| ----------- | ---------------- | -------- |
| Роналду 72' | Протокол (англ.) |          |

| Алгарве, Фару/Лоуле Глядачів: 21 042 Арбітр: Анастасіос Сідіропулос (Греція) |

| 14 листопада 2014 20:45 (20:45 UTC+1) |

| Сербія      | 1 – 3            | Данія                      |
| ----------- | ---------------- | -------------------------- |
| З. Тошич 4' | Протокол (англ.) | Бендтнер 60', 85' К'єр 62' |

| Партизан, Белград Глядачів: 0 Арбітр: Джюнейт Чакир (Туреччина) |

| 29 березня 2015 18:00 (18:00 UTC+2) |

| Албанія             | 2 – 1            | Вірменія       |
| ------------------- | ---------------- | -------------- |
| Маврай 77' Гаші 81' | Протокол (англ.) | Маврай 4' (аг) |

| Ельбасан Арена, Ельбасан Глядачів: 12 300 Арбітр: Давід Фернандес Борбалан (Іспанія) |

| 29 березня 2015 20:45 (19:45 UTC+1) |

| Португалія                | 2 – 1            | Сербія    |
| ------------------------- | ---------------- | --------- |
| Карвалью 10' Коентрау 63' | Протокол (англ.) | Матич 61' |

| Луж, Лісабон Глядачів: 58 430 Арбітр: Джанлука Роккі (Італія) |

| 13 червня 2015 18:00 (20:00 UTC+4) |

| Вірменія               | 2 – 3            | Португалія                   |
| ---------------------- | ---------------- | ---------------------------- |
| Піццеллі 14' Мкоян 72' | Протокол (англ.) | Роналду 29' (пен.), 55', 58' |

| Республіканський стадіон імені Вазгена Саркісяна, Єреван Арбітр: Серж Гуменни (Бельгія) |

| 13 червня 2015 20:45 (20:45 UTC+2) |

| Данія                           | 2 – 0            | Сербія |
| ------------------------------- | ---------------- | ------ |
| Ю. Поульсен 13' Я. Поульсен 87' | Протокол (англ.) |        |

| Паркен, Копенгаген Арбітр: Бйорн Кейперс (Нідерланди) |

| 4 вересня 2015 20:45 (20:45 UTC+2) |

| Данія | 0 – 0            | Албанія |
| ----- | ---------------- | ------- |
|       | Протокол (англ.) |         |

| Паркен, Копенгаген Арбітр: Вільям Каллам (Шотландія) |

| 4 вересня 2015 20:45 (20:45 UTC+2) |

| Сербія                        | 2–0              | Вірменія |
| ----------------------------- | ---------------- | -------- |
| Айрапетян 22' (авт.) Ляїч 53' | Протокол (англ.) |          |

| Караджордже, Новий Сад Глядачів: 0 Арбітр: Мирослав Зелінка (Чехія) |

| 7 вересня 2015 18:00 (20:00 UTC+4) |

| Вірменія | 0 – 0            | Данія |
| -------- | ---------------- | ----- |
|          | Протокол (англ.) |       |

| Республіканський стадіон імені Вазгена Саркісяна, Єреван Арбітр: Свен Оддвар Моен (Норвегія) |

| 7 вересня 2015 20:45 (20:45 UTC+2) |

| Албанія | 0 – 1            | Португалія   |
| ------- | ---------------- | ------------ |
|         | Протокол (англ.) | Велозу 90+2' |

| Ельбасан Арена, Ельбасан Арбітр: Йонас Ерікссон (Швеція) |

| 8 жовтня 2015 20:45 (20:45 UTC+2) |

| Албанія | 0 – 2            | Сербія                   |
| ------- | ---------------- | ------------------------ |
|         | Протокол (англ.) | Коларов 90+1' Ляїч 90+4' |

| Ельбасан Арена, Ельбасан Арбітр: Нікола Ріццолі (Італія) |

| 8 жовтня 2015 20:45 (19:45 UTC+1) |

| Португалія   | 1 – 0            | Данія |
| ------------ | ---------------- | ----- |
| Моутінью 66' | Протокол (англ.) |       |

| Ештадіу Мунісупау, Брага Арбітр: Марк Клаттенбург (Англія) |

| 11 жовтня 2015 18:00 (20:00 UTC+4) |

| Вірменія | 0 – 3            | Албанія                                  |
| -------- | ---------------- | ---------------------------------------- |
|          | Протокол (англ.) | Оганесян 9' (аг) Джимшиті 25' Садіку 76' |

| Республіканський стадіон імені Вазгена Саркісяна, Єреван Арбітр: Шимон Марциняк (Польща) |

| 11 жовтня 2015 18:00 (18:00 UTC+2) |

| Сербія    | 1 – 2            | Португалія           |
| --------- | ---------------- | -------------------- |
| Тошич 65' | Протокол (англ.) | Нані 5' Моутінью 78' |

| Партизан, Белград Арбітр: Давід Фернандес Борбалан (Іспанія) |

## Тур за туром
| Команда / Тур | 01 | 02 | 03 | 04 | 05 | 06 | 07 | 08 | 09 | 10 |
| ------------- | -- | -- | -- | -- | -- | -- | -- | -- | -- | -- |
| Португалія    | 5  | 5  | 3  | 3  | 2  | 1  | 1  | 1  | 1  | 1  |
| Албанія       | 2  | 2  | 1  | 1  | 1  | 3  | 2  | 3  | 3  | 2  |
| Данія         | 1  | 1  | 2  | 2  | 3  | 2  | 3  | 2  | 2  | 3  |
| Вірменія      | 4  | 4  | 4  | 4  | 4  | 4  | 4  | 4  | 5  | 5  |
| Сербія        | 3  | 3  | 5  | 5  | 5  | 5  | 5  | 5  | 4  | 4  |

## Найкращі бомбардири
5 голів
- Кріштіану Роналду

3 голи
- Зоран Тошич

2 голи
- Ніклас Бендтнер
- Жуан Моутінью
- Адем Ляїч